# Your Baby Is a Lady
Your Baby Is a Lady es un álbum de estudio de la cantautora estadounidense Jackie DeShannon. Fue publicado en julio de 1974 a través de Atlantic Records. 

## Grabación y contenido
Las sesiones de grabación de Your Baby Is a Lady tuvieron lugar en dos estudios diferentes de Nueva York: Atlantic Studios y Regent Sound. Antisia Music produjo el álbum y Gene Paul y Bob Liftin se desempeñaron como ingenieros de audio. Una vez completas las sesiones de grabación, Lew Hahn mezcló el álbum en Atlantic Studios. Your Baby Is a Lady contenía diez canciones. Tres de las pistas fueron coescritas por la propia DeShannon. El álbum también incluye la versión original de «Your Baby Is a Lady», que Rita Coolidge grabaría en su álbum de 1974, Fall into Spring.

## Lanzamiento
Your Baby Is a Lady se publicó en julio de 1974 por el sello Atlantic Records y se convirtió en el segundo y último álbum de estudio de DeShannon en ese sello. Se publicó como un LP de vinilo y contenía cinco canciones en cada lado del disco. A diferencia de su lanzamiento de estudio anterior, Your Baby Is a Lady no se posicionó en las listas musicales de Billboard, particularmente la lista Top LPs & Tape.

## Recepción de la crítica
Un escritor no especificado de Record World declaró: “Las letras alegres y la exuberante musicalidad se combinan con la rica destreza vocal de Ms. DeShannon para brindar muchos momentos de lujoso placer auditivo”.

## Lista de canciones
| Lado uno |                                                                      |                                |          |  |
| N.º      | Título                                                               | Escritor(es)                   | Duración |  |
| 1.       | «Small Town Girl»                                                    | Bobby Charles Rick Danko       | 2:45     |  |
| 2.       | «Jimmie, Just Sing Me One More Song»                                 | Wendy Gell Vicki Gellman       | 2:35     |  |
| 3.       | «I Won't Let You Go»                                                 | Ralph MacDonald William Salter | 2:54     |  |
| 4.       | «(If You Never Have a Big Hit Record) You're Still Gonna Be My Star» | Doc Pomus Myles Chase          | 3:04     |  |
| 5.       | «Your Baby Is a Lady»                                                | Jackie DeShannon Donna Weiss   | 3:29     |  |

| Lado dos |                                               |                               |          |  |
| N.º      | Título                                        | Escritor(es)                  | Duración |  |
| 1.       | «You Touch and You Go»                        | DeShannon Vini Poncia         | 2:50     |  |
| 2.       | «The Other Side of Me»                        | Neil Sedaka Howard Greenfield | 2:37     |  |
| 3.       | «That's What I'm Here For»                    | Stephen Schwartz              | 3:45     |  |
| 4.       | «You've Changed»                              | DeShannon Poncia              | 2:45     |  |
| 5.       | «I Don't Know What's the Matter With My Baby» | MacDonald Salter              | 2:58     |  |

## Créditos y personal
Créditos adaptados desde las notas de álbum de Your Baby Is a Lady.
Músicos
- Jackie DeShannon – voz principal y corista
- Cornell Dupree – guitarra
- Keith Loving – guitarra
- Hugh McCracken – guitarra
- Arthur Jenkins – piano, piano eléctrico, órgano
- Richard Tee – piano, órgano
- William Salter – bajo eléctrico
- Steve Gadd – batería
- Andrew Smith – batería
- Ralph MacDonald – percusión
- Ken Bichel – sintetizador
- Cissy Houston – coros adicionales
- Deirdre Tuck – coros adicionales
- Gwen Guthrie – coros adicionales
- Judy Clay – coros adicionales
- J.R. Bailey – coros adicionales en «The Other Side of Me»
- Sammy Turner – coros adicionales en «The Other Side of Me»
- David Newman – saxofón tenor en «Small Town Girl», «You Touch and You Go» y «You've Changed», saxofón alto en «That's What I'm Here For»
- Garnett Brown – trombón en «I Won't Let You Go»

Personal técnico
- Antisia Music – producción, arreglos
- Gene Paul – ingeniero de audio
- Bob Liftin – ingeniero de audio
- Lew Hahn – mezclas
- Dennis King – masterización
- David Gahr – fotografía
- Bob Defrin – director artístico